# Girls on Wire
Girls on Wire (Originaltitel: 想飞的女孩 Xiang fei de nv hai) ist ein chinesischer Spielfilm von Vivian Qu aus dem Jahr 2025. Das Werk, das Elemente der Genres Familiendrama, Thriller und Martial-Arts-Film vereint, handelt von zwei jungen Cousinen, die von der chinesischen Mafia verfolgt werden. Die Hauptrollen übernahmen Liu Haocun und Wen Qi. Der Film wurde Mitte Februar 2025 im Hauptwettbewerb der Internationalen Filmfestspiele Berlin (Berlinale) uraufgeführt.

## Handlung
Die Volksrepublik China in der Gegenwart: Die junge Tian Tian ist alleinerziehende Mutter einer fünfjährigen Tochter. Als sie in die Fänge einen Drogendealers gerät, tötet sie diesen, um aus seiner Gefangenschaft zu entkommen. Verfolgt von weiteren Kriminellen sucht sie Schutz bei ihrer entfernten Cousine Fang Di. Die beiden etwa gleichaltrigen Frauen hatten sich voneinander entfremdet. In ihrer Familie hatte  man mit Schulden und Suchtproblemen zu kämpfen.

## Hintergrund
Girls on Wire ist der dritte Spielfilm der chinesischen Regisseurin und Drehbuchautorin Vivian Qu. Das Werk spielt vor dem Hintergrund des modernen Chinas auf verschiedenen Zeitebenen. Es vermischt Elemente des Familiendramas, Thrillers und des Martial-Arts-Films. Dadurch versuchte Qu, die Rolle der Frau in China in den letzten 30 Jahren zu porträtieren. Bei Musik und Schnitt vertraute sie auf Zi Wen beziehungsweise Hongyu Yang, die bereits bei ihrem vorherigen Spielfilm Angels Wear White (2017) mitgearbeitet hatten.
Der Film wurde von Sean Chen produziert. Als Koproduzent fungierte der Brite Mike Downey. Beteiligte Firmen waren L’Avvantura Films und JQ Spring Pictures.
Um die internationalen Verwertungsrechte kümmert sich das Berliner Unternehmen Films Boutique.

## Veröffentlichung
Die Weltpremiere von Girls on Wire erfolgte am 17. Februar 2025 im Rahmen der 75. Berlinale. Dort wurde das Werk als zweiter chinesischer Spielfilm neben Living the Land in den Hauptwettbewerb eingeladen.

## Auszeichnungen
Für Girls on Wire erhielt Vivian Qu eine Einladung in den Wettbewerb um den Goldenen Bären, den Hauptpreis der Berlinale.